# Thủy điện Thác Xăng
Thủy điện Thác Xăng hay thủy điện Bắc Giang 2 là thủy điện xây dựng trên sông Bắc Giang tại vùng đất xã Hùng Việt huyện Tràng Định, xã Bắc La huyện Văn Lãng và xã Hồng Phong huyện Bình Gia tỉnh Lạng Sơn, Việt Nam .
Thủy điện Thác Xăng có công suất lắp máy 16 MW với 2 tổ máy, sản lượng điện hàng năm 65,3 triệu KWh, khởi công tháng 4/2008 , tái khởi động tháng 9/2010, hoàn thành 2016 .